# Каді
Ка́ді (араб. قاضى — букв. «той, хто вирішує»), також ка́зі або ка́дій — релігійний суддя в мусульманський громаді. Розглядає як цивільні, так і карні справи, виносить рішення на основі шаріату.

## Історія посади
Посада каді з'явилася у VII столітті. У ранньому періоді історії ісламу судовими функціями володів лише пророк Мухаммед. Однак, із збільшенням кількості мусульман Мухаммед став призначати для вирішення суперечок своїх найближчих сподвижників: наприклад: Муаза ібн Джабала чи Алі ібн Абу Таліба. Абу-Бекр і Омар були призначені ним суддями в Медині. За часів халіфату Омара, судді у більшості випадків призначались ним особисто і спрямовувались у різні регіони Халіфату.
Спочатку каді розглядали справи у мечетях. Однак пізніше для них почали відводитись окремі приміщення і будівлі. За часів правління династії Омеядів, каді призначались халіфами чи намісниками провінцій. За періоду правління Аббасидських халифів, вперше був запроваджений титул верховного каді (Каді аль-Кудат). За статусом каді був вище за імама мечеті.
У Середньовіччі рішення каді виконувала цивільна влада, якій він фактично був підпорядкований, в той же час саме каді являв собою голову мусульман міста або області. У одних країнах каді призначався, в інших прижилася практика виборності кадія муллами або старійшинами.

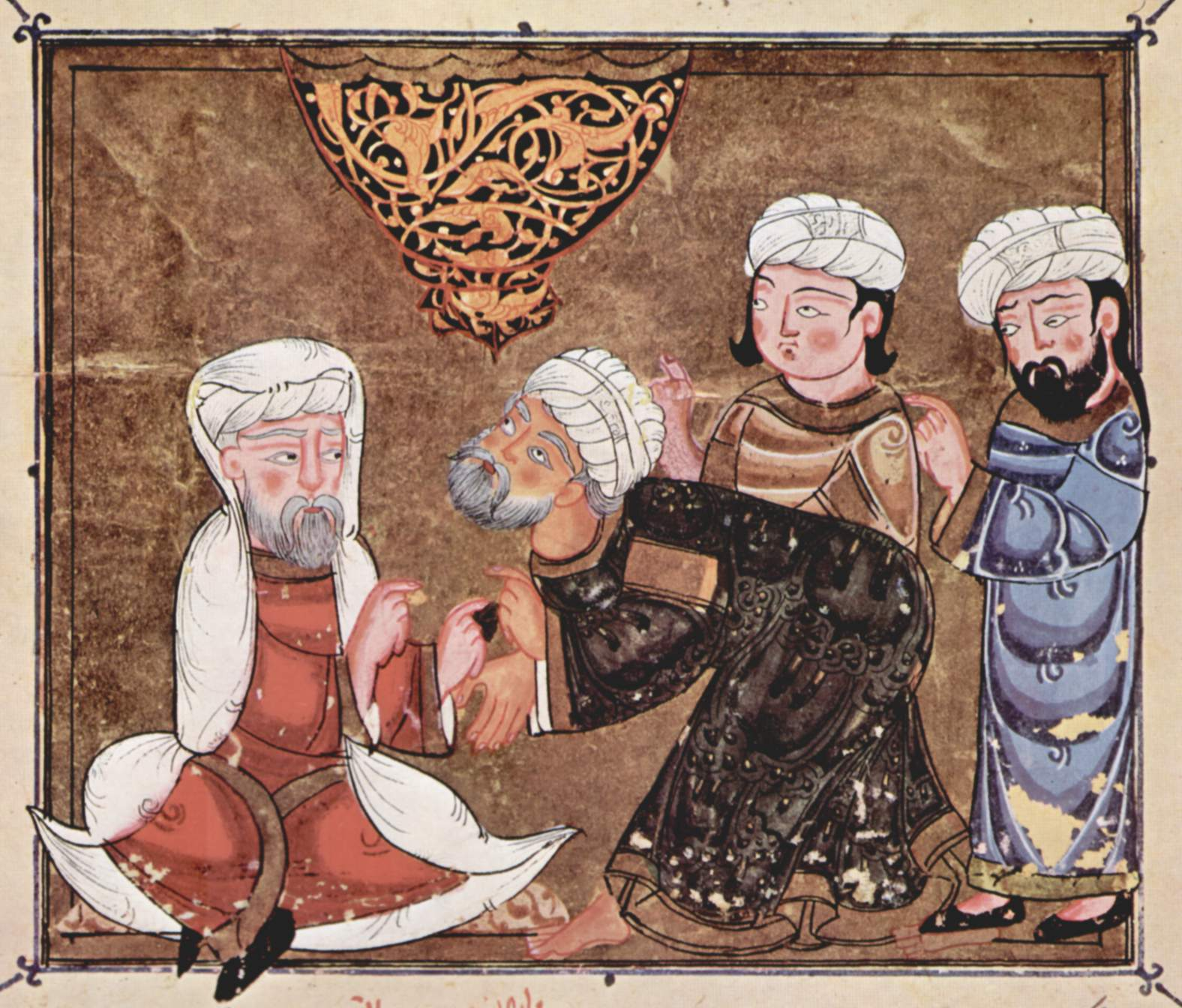
На розгляді справи кадієм. Арабський малюнок бл. 1335 року, із зібрань Нац.-ї бібліотеки, Відень.

З XIX століття в мусульманських країнах поступово впроваджується цивільне законодавство, і шаріатський суд втрачає свою вагу, відіграючи другорядну роль.

## Компетенція каді і процедура ухвалення судових рішень
Каді виносив рішення як з питань релігії, так і з питань сімейного, майнового і частково кримінального права, стежив за дотриманням релігійних обов'язків, керуючись приписами Корану, сунни і шаріату.
Справи з майнових і сімейних суперечок, а також злочини проти особи (вбивство, завдання тілесних ушкоджень тощо), каді розглядав лише за зверненням позивача, права якого порушувалися, решту справ — за першою-ліпшою вимогою, а нерідко і з власної ініціативи.
Взагалі передбачалося, що для ухвалення рішення каді мав вислухати обидві сторони, але на практиці траплялося, що рішення виносилось і без цієї процедури. Рішення каді на підлягало перегляду. Таким чином, шаріатський суд носив цілком особистісний характер і його авторитет напряму залежав від авторитетності, справедливості, релігійної відданості та освітнього рівня каді.

## Кадіаскер
Верховний суддя, який стояв над кадіями провінцій.